# Кармір-Блур (станція)
Кармір-Блур — вантажна тупикова залізнична станція Південно-Кавказької залізниці. Розташована в межах Єревана на окремій 14-кілометровій залізничній гілці від станції Масіс (місто Масіс).

## Опис
Станція розташована на західній околиці Єревана. Є чисто вантажний транспорт, до неї підходять різні під'їзні колії промислових підприємств. У пострадянський період інтенсивність вантажопотоку суттєво знизилась в порівнянні з 1991 роком. Недалеко від станції розташований військовий аеродром «Еребуні».

## Діяльність
Пасажирське сполучення відсутнє.
Вантажний рух невеликий. По логістичному кодифікатору станція має право на прийом/відправлення вантажних поїздів з під'їзних шляхів, а також перевантаження універсальних контейнерів масою брутто не більше 20 тонн. Найбільшими клієнтами станції є військовий аеродром «Еребуні» та електродепо «Шенгавіт» Єреванського метрополітену. Станом на 2007 рік під'їзні шляхи до них не діють.